# لهجة ديرية
اللهجة الديرية هي إحدى لهجات اللغة العربية المحكيّة في مدينة دير الزور شرق سورية وما حولها. 

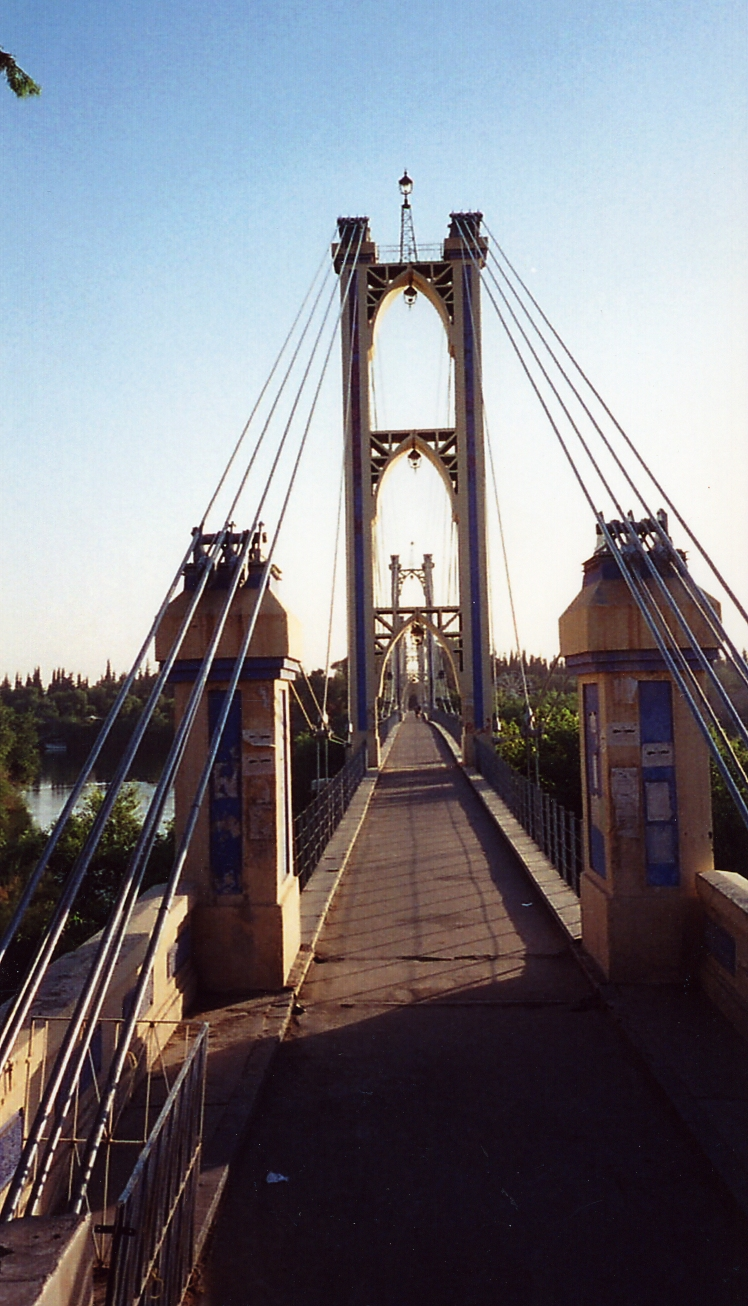
الجسر المعلق أبرز رموز مدينة دير الزور.

واللهجة في دير الزور وهي خليط من اللهجة البدوية واللهجة العراقية، وتحمل الكثير من الكلمات التي دلت المعاجم والشعر القديم على أنها من أصل اللغة العربية الفصحى وخاصة «القاف الفصيح»، حيث تم تناقلها عن طريق القبائل التي استوطنت الجزيرة الفراتية ثم حافظ عليها الأجداد والأبناء في المنطقة.

## تاريخها
في بيان مصدر فصاحة هذه اللهجة ذكر الباحث محمد رشيد رويللي في كتابه «الحركة الثقافية في محافظة دير الزور خلال القرن العشرين»: استوطنت الجزيرة الفراتية ثلاث قبائل عربية عدنانية هي «بكر» و«ربيعة» و«مضر»، وتفرعت هذه القبائل إلى بطون وأفخاذ وعشائر تمركزت في تلك المناطق ومعها عدد من القبائل الحليفة فكان مجموع القبائل التي استوطنت الجزيرة الفراتية أي محافظة دير الزور بحدودها القديمة تسع قبائل عربية هي (قيس، تميم، أسد، تغلب، بكر، هذيل، قضاعة، مضر، باهلة) واختلطت بالسكان الأصليين وامتزجت دماؤهم وعاداتهم ولهجاتهم وغدوا يشكلون نسيج المجتمع الفراتي بكل سلبياته وايجابياته، ولم تمنع الحروب الطاحنة بينهم من عودة الوفاق والوئام بعد حين لأنهم يشعرون يقيناً بأن أرض الجزيرة الفراتية هي الملاذ والعطاء اللا محدود، وعنهم نُقلت اللغة العربية ومنهم أُخذ اللسان العربي الفصيح.

## نطق اللهجة الديرية
إنّ من يستمع لأهل الدير خلال أحاديثهم يجد أنهم (ربما) الوحيدون في عالمنا العربي اليوم ينطقون الحروف مفردة خارجة من مخارجها المنصوص عليها في كتب اللغويين بما في ذلك النطق بحروف الضاد والظاء والثاء والذال والقاف والجيم وتلك ميزة واضحة في أهل الدير.

## مفرداتها
مفردات اللهجة الديرية كثيرة ومنها:
| المفردة     | معناها               |
| ----------- | -------------------- |
| شكاري       | لا علاقة لي          |
| دحٍق         | أنظر                 |
| وخٍر         | ابتعد                |
| كرمز        | قرفص                 |
| طبشي        | صحن                  |
| خاشوقة      | ملعقة                |
| دربة        | حارة                 |
| جرداق       | مطعم على ضفة النهر   |
| جويٍدة       | جميلة                |
| بحيل وميل   | كثير للغاية          |
| عقرقّة       | ضفدع                 |
| شكون او شنو | ماذا؟                |
| غادي / غاد  | هناك                 |
| يازي        | كفى                  |
| شبيك        | ماذا بك؟             |
| جيدان       | ابريق الشاي          |
| نقلع        | اذهب من هنا          |
| جاره        | حل                   |
| عفية        | من العافيه           |
| خوش         | جيد                  |
| جشج         | كشك                  |
| دجة         | رصيف                 |
| مدرقع       | غير صالح للاستخدام   |
| مجسع        | متكئ                 |
| جكمة        | بشعة                 |
| كاور عين    | شديدة الوقاحة        |
| مسدوح       | مستلقي على الارض     |
| كاع         | قاع او ارض           |
| حويجة       | جزيره نهرية فراتية   |
| تسوى كلبي   | تساوي قلبي           |
| كونة        | مشاجره               |
| زيد / زاد   | ايضا                 |
| نوبه        | ايضا                 |
| همين        | ايضا                 |
| جخا         | رائع                 |
| هيجذ / هيج  | هكذا                 |
| هسه / هسع   | الان                 |
| شجاك        | ماذا حل بك           |
| الكح        | ارمي                 |
| اندري       | لا اعلم (تقال مجازا) |
| جرار        | درج (مسبه بالسعودية) |
| خشه / خشم   | انف                  |

## أمثال ديرية

الباحث الأستاذ عبد القادر عياش.

ذكرت الأمثال الديرية بشكل مفصل في كتاب الأمثال الفراتية للباحث الاستاذ عبد القادر عياش وفيما يلي بعضاً منها:
- انط الخبز خبازه لو ياكل نصه (أعط الخبز للخباز ولو أكل نصه).
- يركض يركض والعشا خبيز (يضرب المثل للشخص الذي يجتهد ويتعب وبدون نتيجة).
- إذا كان طباخنا جعيص اشبعنا مركه (جعيص رجل فراتي لايحسن طبخ الطعام، ويضرب المثل في الشخص يقدم على عمل لايتقنه).
- ماباقي بالميدان غير حديدان (ماباقي: لم يبق، حديدان: رجل فراتي ضعيف وجبان مات الشجعان وبقي وحده، ويضرب المثل في الرجل الجبان يستأسد في غياب الصناديد).
- يندل بيت بصيص (يندل: يعرف، بصيص: رجل ديري له بيت في دير العتيق لايعرفه أحد إلا القليل، ويضرب المثل في الشخص يعرف كل شيء مهما خفي).
- درب سعيد درب أخو (سعيد: رجل فراتي اقتفى اثر أخيه الذي ذهب ولم يعد، ويضرب هذا المثل فيمن يقتفي أثر من سبقه وربما يقصدون يكون مصيره الفشل).
- كوْية بزَون (بزون: رجل فراتي به علة فكووه بالنار فشفي، ويضرب المثل في العلاج الناجع ويضرب أيضاً في التأديب والردع فلا يعود المذنب إلى ماكان عليه).
- ياكل جفانات أبو عابد (جفانات: أكفان الموتى، أبو عابد: رجل صالح مدفون بدير الزور، ويضرب هذا المثل في الشخص الذي يستبيح أموال الناس بالباطل).
- جيبو مسعود للط الخدود (مسعود: رجل فراتي يحضر المآتم وجنائز الموتى فيلطم وجهه ويبكي كثيراً، ويضرب المثل في الساعات الحرجة فيحضر من يزيد الطين بلة).
- أنا عليّ التعب والخاثر لمشهور (مشهور رجل فراتي، الخاثر: اللبن الرائب، والمثل قالته امرأة في زوجها، ويضرب هذا المثل فيمن يجهد نفسه ويأكل غيره ثمار تعبه).